# Литература Уругвая

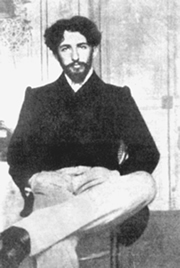
Орасио Кирога

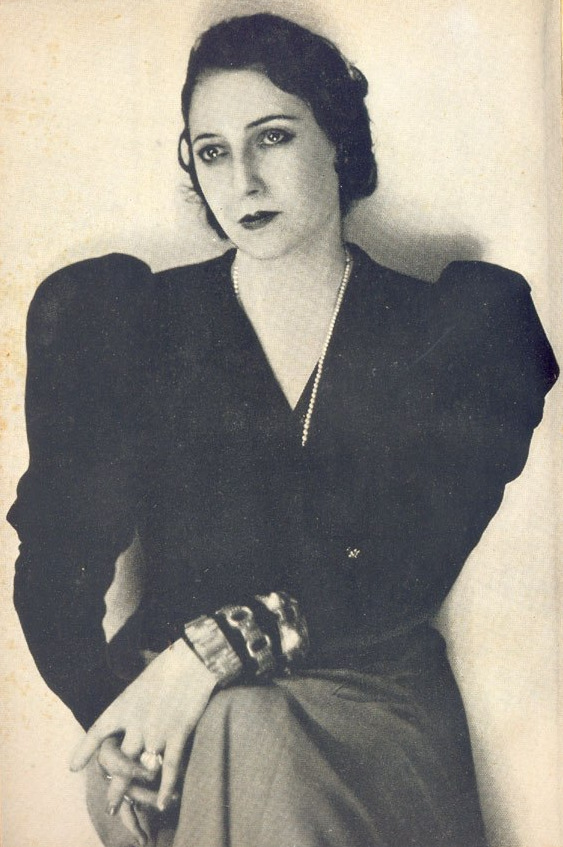
Хуна де Ибарбуру

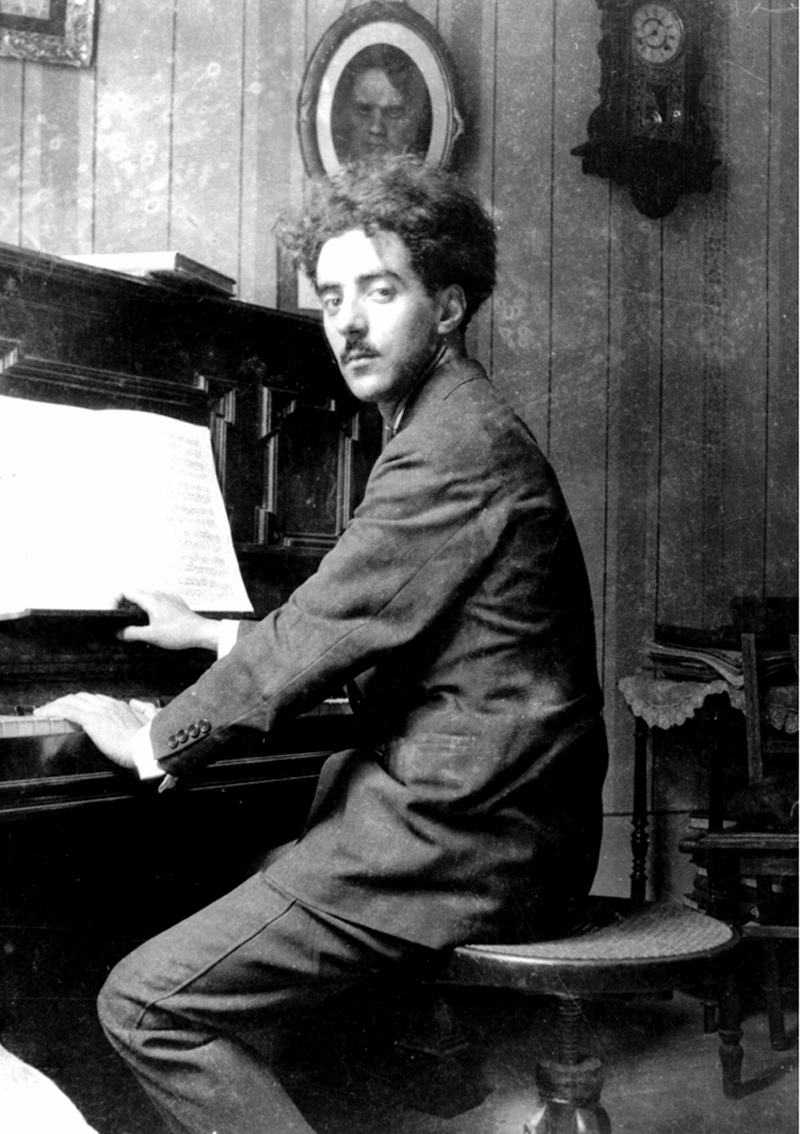
Фелисберто Эрнандес

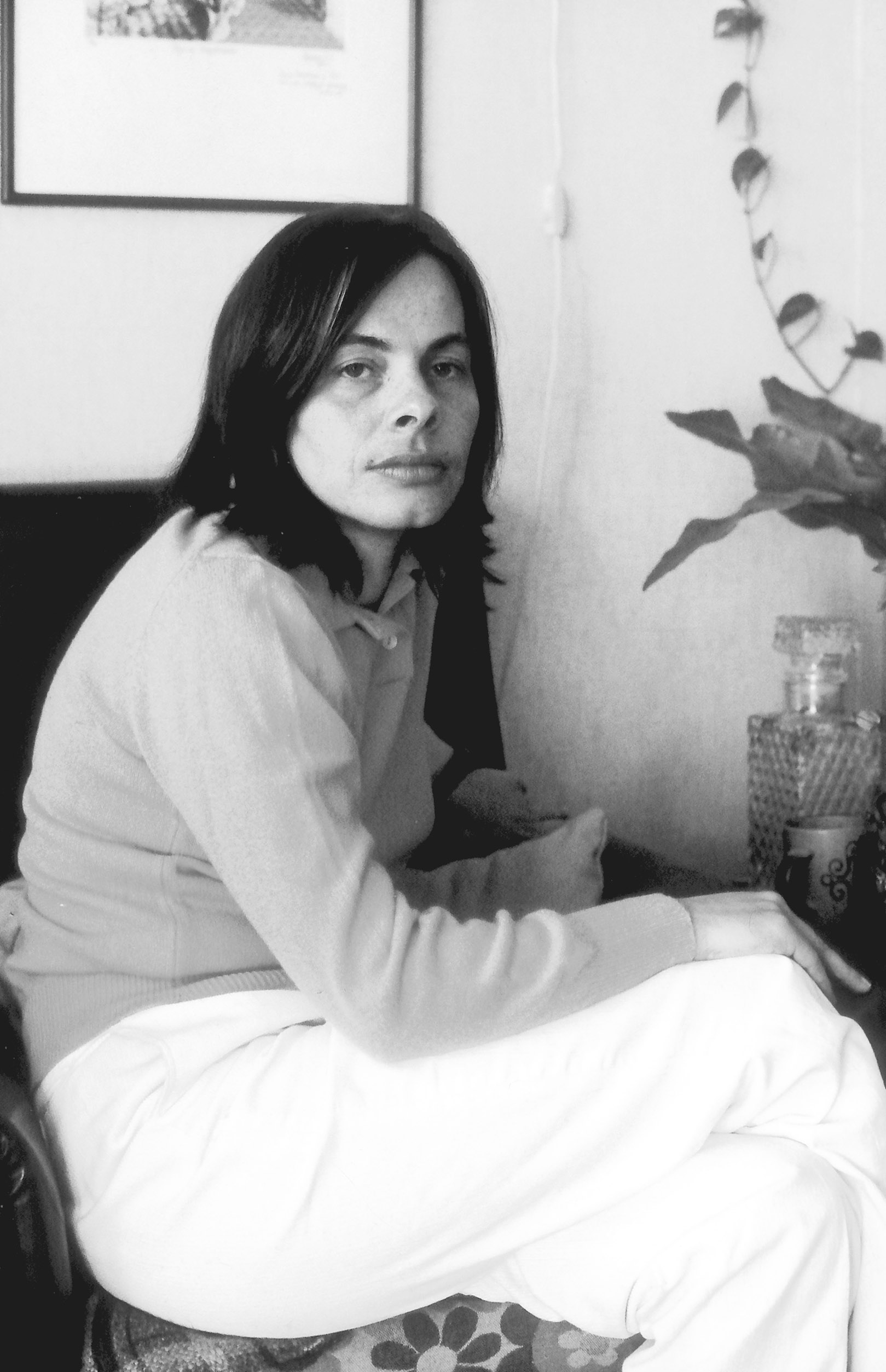
Кристина Пери Росси

Литература Уругвая — часть культуры Уругвая. Уругвайская литература развивается преимущественно на испанском языке (среди исключений — Ицик Вайншенкер, писавший на идиш) и является частью латиноамериканского литературного процесса.

## История
Первые рукописные памятники из Уругвая появились в колониальный период: так, ранним образцом эпистолярной просветительской прозы был «Мемориал» (1779) Переса Кастельяно. Вторжение англичан в вице-королевство Ла-Плата нашло отображение в классицистских одах местного таможенного чиновника Хосе Прего де Оливера (1750—после 1816) и пьесе Х. П. Мартинеса «Безупречная верность, или Отмщённый Буэнос-Айрес» (1808). 
Первым крупным писателем Уругвая был представитель предромантизма Бартоломе Идальго (1788—1822), в творчестве которого основное место занимала тема гаучо. Ещё одним провозвестником литературы гаучо была сатирическая поэзия Эусебио Вальденегро (1783—1818). Ярким представителем классицизма был Франсиско Акунья де Фигероа (1790—1862), автор гимнов Уругвая и Парагвая, а также «Исторического дневника осады Монтевидео».
Романтизм в уругвайской литературе начал складываться в 1830-40-е годы под влиянием европейских аналогов, при этом местные романтики выступали против духовной зависимости от Испании. Адольфо Берро (1819—1841) в поэмах «Яндумбайу и Лиропейа» (1840) и «Основание Монтевидео» воспевал как первых испанских поселенцев, так и индейских вождей. В 1888 году вышла романтическая лирико-эпическая поэма Хуана Соррильи де Сан-Мартина (1855—1931) «Табаре», воспевающая благородного дикаря — индейца. Ему же принадлежит историко-биографическое исследование «Эпопея Артигаса» (1910) об освободителе Уругвая Х. Х. Артигасе. Автор-католик противостоял творческому сообществу писателей и учёных «Атенеум», вокруг которого группировались большинство второго поколения романтиков — Луис Мельян Лафинур (1850—1939), Оросман Мораторио (1852—1898), Элиас Регулес (1860—1929).
Основоположником национального романа стал Эдуардо Асеведо Диас (1851—1924) со своими романтическо-патриотическими книгами «Исмаэль» (1888), «Туземка» (1890), «Клич славы» (1893), «Копьё и сабля» (1914). У других романистов уже преобладают влияния европейского натурализма и «креольский реализм»: Хавьер де Виана (1868—1924) в сборниках рассказов «Деревня» (1896), «Гури» (1901), «Сухие дрова» (1911) в противовес романтической трактовке жизни гаучо отображает куда более мрачную реальность, как и психологические романы «Беба» (1894), «Племя Каина» (1900), «Земля» (1916) Карлоса Рейлеса (1868—1938).
К началу XX века в Монтевидео сложилось так называемое «Поколение 900», которое публикуется в таких журналах, как «La Nueva Atlántida», «La Revista del Salto», «Vida Moderna». Большое место в тогдашней литературе занимает Хосе Энрике Родо (1871—1917), отстаивавший в эссе наподобие «Ариэль» (1900) идеи латиноамериканской самобытности в противовес ориентированной на США «нордомании». Известнейшим прозаиком в этот период также является новеллист Орасио Кирога (1878—1937), автор коротких рассказов, таких как «Рассказы о любви, безумии и смерти» (1917), «Сказки сельвы» (1918), «Анаконда» (1921).
Поэзия начала века связана с именами модерниста Хулио Эррера-и-Рейсига (1875—1910; сборники «Пасха времени», 1900, «Ночные молитвы», 1902, «Башня сфинксов», 1909), политика-социалиста Эмилио Фругони (1880—1969), автора философских стихов Карлоса Сабата Эркасти (1887—1982), поэтесс-сторонниц женской эмансипации Хуаны де Ибарбуру (1892—1979), Марии Эухении Вас Феррейра (1875—1924) и Дельмиры Агустини (1886—1914). Основоположник национальной драматургии Флоренсио Санчес (1875—1910) известен во всей Латинской Америке как автор реалистических драм, посвященных уругвайской тематике.
В середине XX века на арену вышли представители «Поколения 45-го»: Хуан Карлос Онетти, Марио Бенедетти, Мануэль Флорес Мора, Саранди Кабрера, Карлос Мартинес Морено, Анхель Рама, Карлос Реаль де Азуа, Карлос Магги, Альфредо Гравина, Марио Арреги, Аманда Беренгер, Умберто Меггет, Мария Инес Сильва Вила, Тола Инверницци, Эмир Родригес Монегал, Маурисио Мюллер, Ида Витале, Идея Вилариньо, Гладис Кастельвекки, Хосе Педро Диас, Либер Фалько, Карлос Бренди, Мария де Монсеррат, Гизельда Зани, Армония Сомерс.
Среди ключевых авторов художественной прозы XX века — представители реалистического направления Хуан Карлос Онетти (1909—1994), Фелисберто Эрнандес (1902—1964), поэт и прозаик Энрике Аморим (1900—1960); писатели короткого жанра и романов Карлос Мартинес Морено (1918—1986) и Марио Бенедетти (1920—2009), последний из которых награждён множеством литературных премий. В романах авторов, занимавшихся также леворадикальной политической деятельностью — «Тангарупа» (1925), «Поселянин Агилар» (1934), «Лошадь и её тень» (1941), «Девять лун над Неукеном» (1956), «Корраль Абиерто» (1956) Энрике Аморима; «Передышка» (1960) и «Спасибо за огонёк» (1965) Марио Бенедетти; «Границы, открытые ветру» (1951) и «От страха к гордости» (1959) Альфредо Гравины (1913—1995) — социальная критика обострена до предела.
После переворота 1973 года, установившего в Уругвае более чем десятилетнюю диктатуру, некоторые деятели культуры оказались за решёткой (например, члены руководства городских партизан Тупамарос Маурисио Розенкоф и Элеутерио Уидобро), многие другие же были вынуждены эмигрировать, что лишь усилило присутствие уругвайских голосов в международных дискуссиях. Большим творческим влиянием, в том числе за пределами страны, пользуются Эдуардо Галеано (1940—2015), чьё историко-публицистическое исследование столетий зависимости региона от колониализма и неоколониализма «Вскрытые вены Латинской Америки» (1971) стало важнейшей книгой для поколения левых мыслителей, уругвайско-испанская писательница Кристина Пери Росси (р. 1941), считающаяся одним из немногих женских имён в латиноамериканском буме, и уругвайско-американский автор Хорхе Махфуд (р. 1969).
В области истории литературы значителен вклад Альберто Сум Фельде (1889—1976).